# Pluralismo (filosofia)
Il pluralismo nella filosofia antica è una concezione filosofica contrapposta al monismo e concernente l'ontologia, in base alla quale l'Essere è costituito da una pluralità di elementi anziché da una sola sostanza.

## Il pluralismo antico

### Il tentativo di conciliazione tra l'Essere e il divenire
In genere, con l'espressione pluralismo riferita agli antichi filosofi pluralisti greci, si suole indicare una posizione ontologica nuova che cercò di conciliare in qualche maniera la realtà dell'Essere unico ed immutabile con quella del divenire e della molteplicità. Questa concezione, in vario modo sostenuta dai primi filosofi naturalisti milesii, aveva poi trovato in Anassagora e in Leucippo una formulazione compiuta. Nel primo in senso tipologico (come semi per ogni tipo di enti), nel secondo in senso più qualitativo-quantitativo (come atomi di differente figura, ordine e posizione).
Fieramente opposta all'atomismo è l'ontologia monistica eleatica con capofila Parmenide, poi confluita in diverse forme di metafisica monistica. Il monismo eleatico è un idealismo dell'essere unico e immutabile, che aveva invece svalutato il divenire ed il molteplice considerandoli non-essere.
Il problema dei pluralisti fu quindi quello di dimostrare, da un lato, e su basi naturalistiche in opposizione alla concezione eleatica ed idealista che vedeva la molteplicità materiale come "priva di essenza" e contingente, che divenire e molteplicità possedessero una loro realtà e verità e dall'altro che il "non essere" (nel senso parmenideo), era invece riconducibile a fondamenti primi assoluti e immateriali (spirituali), eterni ed immutabili. Una visione metafisica unitaria (dell'uno-tutto) e deterministica (fondata sulla necessità) secondo quella esigenza che era stata posta con l'Essere degli Eleati.
Si trattava quindi di trovare un nuovo equilibrio tra mondo sensibile e mondo metafisico, riconoscendo al primo una sua realtà e verità ed affermando nello stesso tempo la necessità di trovare un fondamento stabile, unitario ed eterno al fluire incessante degli enti naturali.

### Il tentativo di soluzione

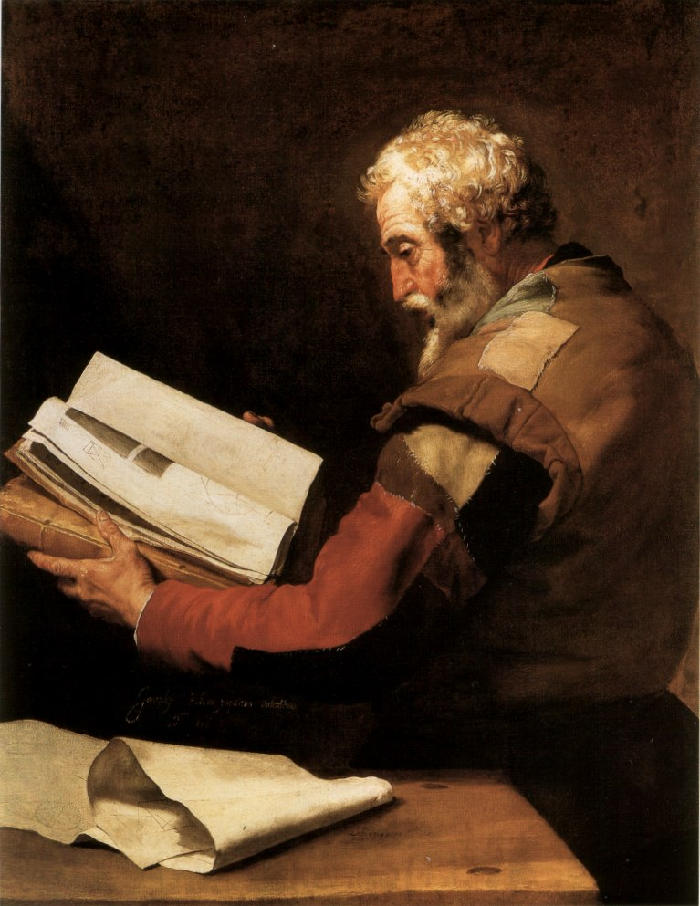
Anassagora in un ritratto di Jose de Ribera

La caratteristica dei filosofi pluralisti (Empedocle, Anassagora, Leucippo, Democrito) consistette nell'ammettere una molteplicità di elementi all'interno dello stesso archè: il principio primo in un certo senso era come se si scomponesse e si moltiplicasse in una pluralità di elementi primitivi ed originari, ognuno di per sé immutabile.
Questo non implicava però una frattura o divisione dell'arché, che rimaneva unico in quanto arché, poiché tutti i suoi componenti, pur distinguendosi, appartenevano qualitativamente alla medesima essenza originaria ed assoluta e formavano quindi un unico principio: tuttavia l'unità dell'arché si declinava e si differenziava al suo interno in una pluralità di forme ed elementi.
Esistevano quindi per i pluralisti degli elementi originari immutabili, ciascuno dei quali simili all'essere parmenideo, dalla composizione dei quali, in una sorta di soluzione chimica, come sosteneva  Empedocle,  con gli elementi terra, acqua, aria e fuoco, ne venivano le differenze qualitative. Era la modifica della quantità a determinare le differenti qualità delle cose. Le quantità infatti sono certe mentre le qualità variano essendo percepite da una sensibilità che muta.
In questo modo veniva infranta quell'unità indifferenziata ed indeterminata che era tipica degli arché dei filosofi precedenti, soprattutto dell'essere eleatico: iniziò con i pluralisti quel processo di progressiva determinazione e differenziazione del principio primo che condusse poi alla teoria platonica del mondo delle idee.
Il problema dei filosofi pluralisti quindi non era più solo quello di ricercare semplicemente l'arché, ma era soprattutto quello di determinarlo, di indicarne ed individuarne forme e modalità intrinseche, facendolo uscire da quella sorta di indeterminatezza indistinta che lo aveva caratterizzato in precedenza. Infatti un arché troppo indeterminato ed indifferenziato, come l'essere eleatico, risultava essere non definibile, non pensabile e non dicibile: come si faceva a pensare e a dire qualcosa di completamente indeterminato?

### Il problema del passaggio dall'immobilità al movimento
La difficoltà però a cui andarono incontro i pluralisti consisteva nel fatto che questi molteplici esseri originari condividevano con la definizione dell'essere unico degli Eleati l'assenza di "non essere" e quindi l'immobilità.
Che cosa da questa originaria situazione di immobilità  determinava poi il mescolamento degli elementi primitivi? da dove veniva la forza, fosse l'amore e l'odio per Empedocle, o il Nous di Anassagora, che metteva in moto il meccanismo della composizione e della nascita delle cose? Il divenire cacciato dalla porta rientrava dalla finestra.
Con l'idealismo platonico il pluralismo ontologico, che caratterizzava il mondo delle idee, appare superato con il famoso "parricidio di Parmenide" con il quale il filosofo ateniese approda così a un monismo, inficiato però da sfumature dualistiche dovute alla contrapposizione tra il mondo ideale e quello terreno.
Solo nel IV secolo a.C. si ha con Epicuro un forte rilancio dell'ontologia pluralistica propria dell'atomismo,  che egli aggiorna col noto principio della παρένκλισις (parenklisis): la deviazione degli atomi nel loro moto verticale e il conseguente urto tra essi e i loro rimbalzi.

## Il pluralismo moderno

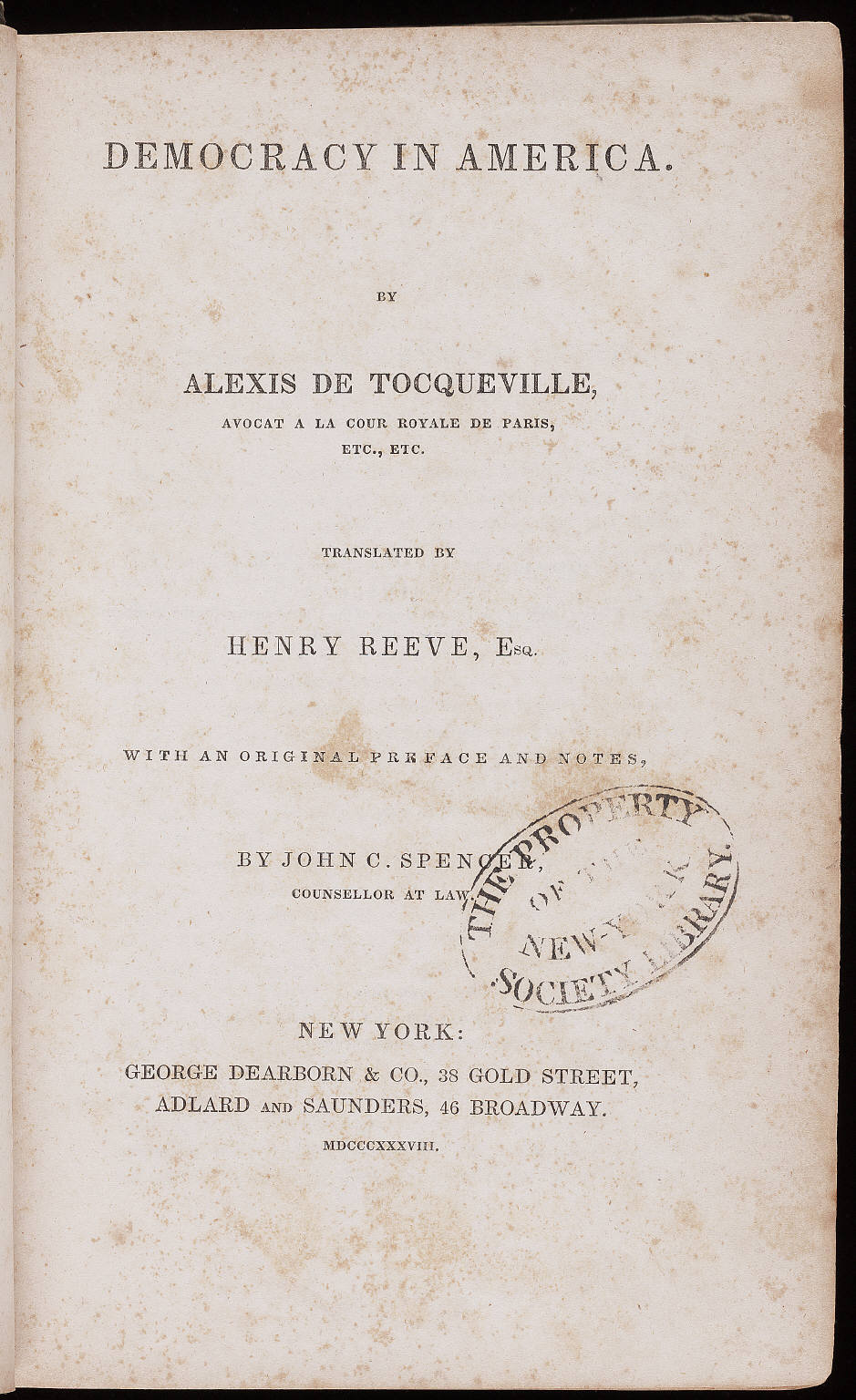
Il frontespizio della prima edizione del saggio La democrazia in America del pluralista Alexis de Tocqueville

Dopo il prevalere del neoplatonismo, interamente fondato sull'Uno, in seno al quale tuttavia emersero anche concezioni pluralistiche come quella di Giordano Bruno della pluralità dei mondi, il pluralismo inteso come contrapposizione al monismo possiamo ritrovarlo in dottrine moderne più vicine a noi, ma in senso non più strettamente ontologico.
Tali sono la filosofia dei "reali" di Johann Friedrich Herbart, la filosofia delle "esperienze" di William James e Alfred North Whitehead e certi aspetti del personalismo quando sostiene la necessità di apertura dell'essere individuale agli altri.
Caratteristica comune di queste filosofie è quella di affermare un'originaria pluralità di elementi etici ed esistenziali, senza che nessuno di questi prevalga o che abbia implicazioni o relazioni con gli altri.
Permangono tuttavia indirizzi ontologici che intendono legarsi alla fisica contemporanea e in particolare alla meccanica quantistica che in qualche modo riprendono le tematiche dell'atomismo antico.
Il pluralismo considerato nella sua specificità assume diversi contenuti in particolari settori delle scienze umane per es. Nicola Abbagnano, considera il pluralismo sotto l'aspetto politico-sociologico riferendolo ad autori come Alexis de Tocqueville, Pierre-Joseph Proudhon, Antonio Rosmini, Romolo Murri, Luigi Sturzo Giovanni Reale, sotto quello puramente sociologico ad autori come  Karl Popper, B.Caldwell, T.Hutchison, L.A.Boland.
A partire da Christian Wolff, infine, il termine pluralismo assume un significato antindividualistico nel riprendere l'insegnamento kantiano secondo il quale: «pluralismo significa il modo di pensare per cui l'io non è più al centro del mondo ma cittadino del mondo.»
In senso più generico il termine pluralismo è stato usato nel pensiero teologico per designare la pluralità degli enti creati da un Essere supremo o Dio ma che conservano, contrapponendosi in questo modo alle tesi del monismo assoluto, la propria autonoma esistenza rispetto all'Ente creatore. Posizioni di pensiero che ritroviamo ad esempio nella monadologia di Leibniz e in quelle dottrine francesi e tedesche dello spiritualismo del XIX secolo di ispirazione leibniziana.